# Casas de Ves
Casas de Ves ist ein Ort und eine Gemeinde (municipio) mit 548 Einwohnern (Stand: 2024) im Osten der Provinz Albacete in der Autonomen Region Kastilien-La Mancha im Südosten Spaniens. Sie ist Teil der Comarca La Manchuela.

## Lage und Klima
Casas de Ves liegt etwa 75 Kilometer (Fahrtstrecke) ostnordöstlich der Provinzhauptstadt Albacete in einer Höhe von ca. 705 m. Der Río Cabriel begrenzt die Gemeinde im Norden. Das Klima im Winter ist gemäßigt, im Sommer dagegen warm bis heiß; die eher geringen Niederschlagsmengen (ca. 444 mm/Jahr) fallen – mit Ausnahme der nahezu regenlosen Sommermonate – verteilt übers ganze Jahr.

## Bevölkerungsentwicklung
| Jahr      | 1970 | 1981 | 1991 | 2001 | 2011 | 2021 |
| Einwohner | 2018 | 1428 | 1029 | 851  | 711  | 565  |

## Sehenswürdigkeiten
- Quiterienkirche (Iglesia de Santa Quiteria)

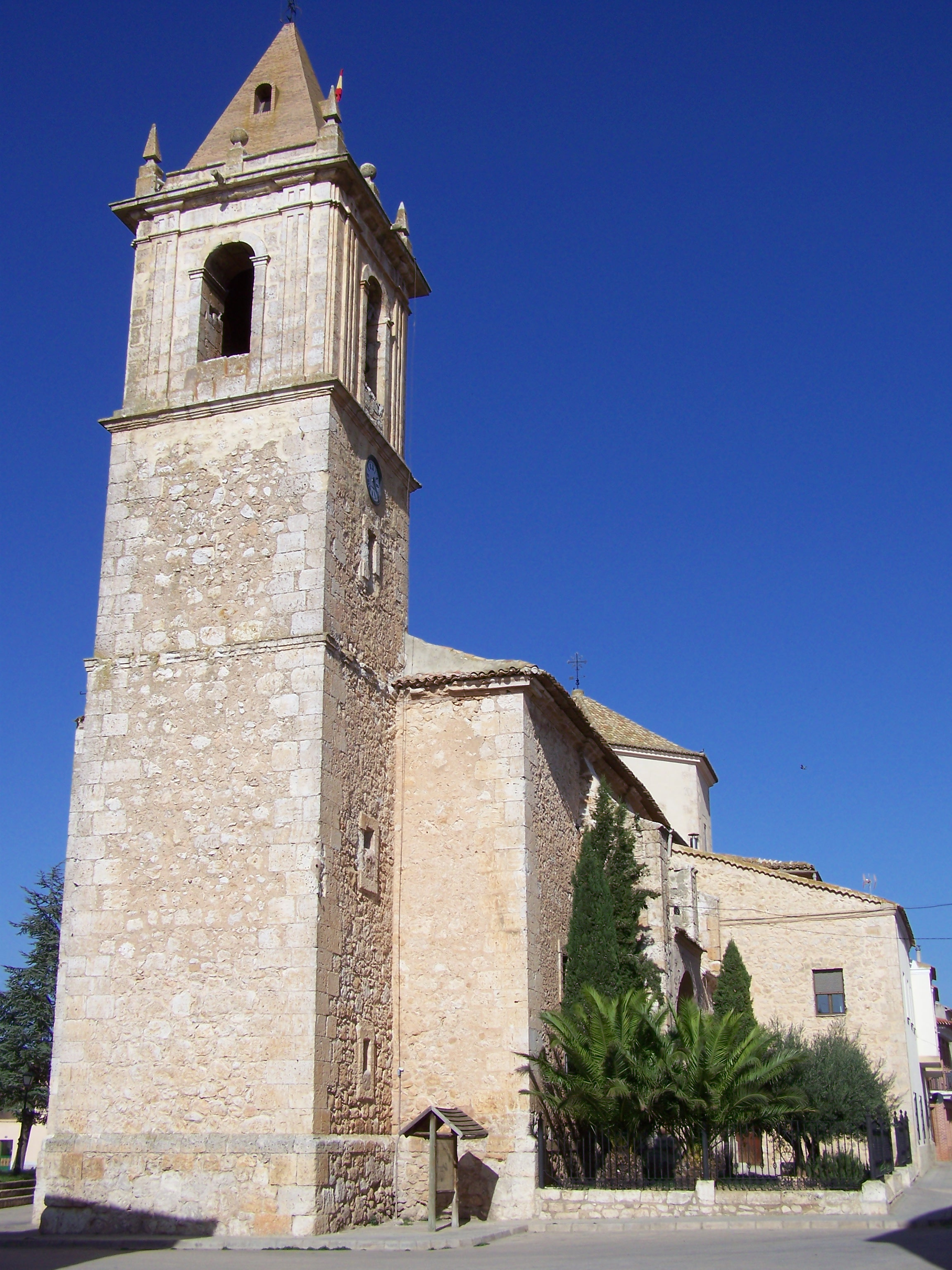
Quiterienkirche
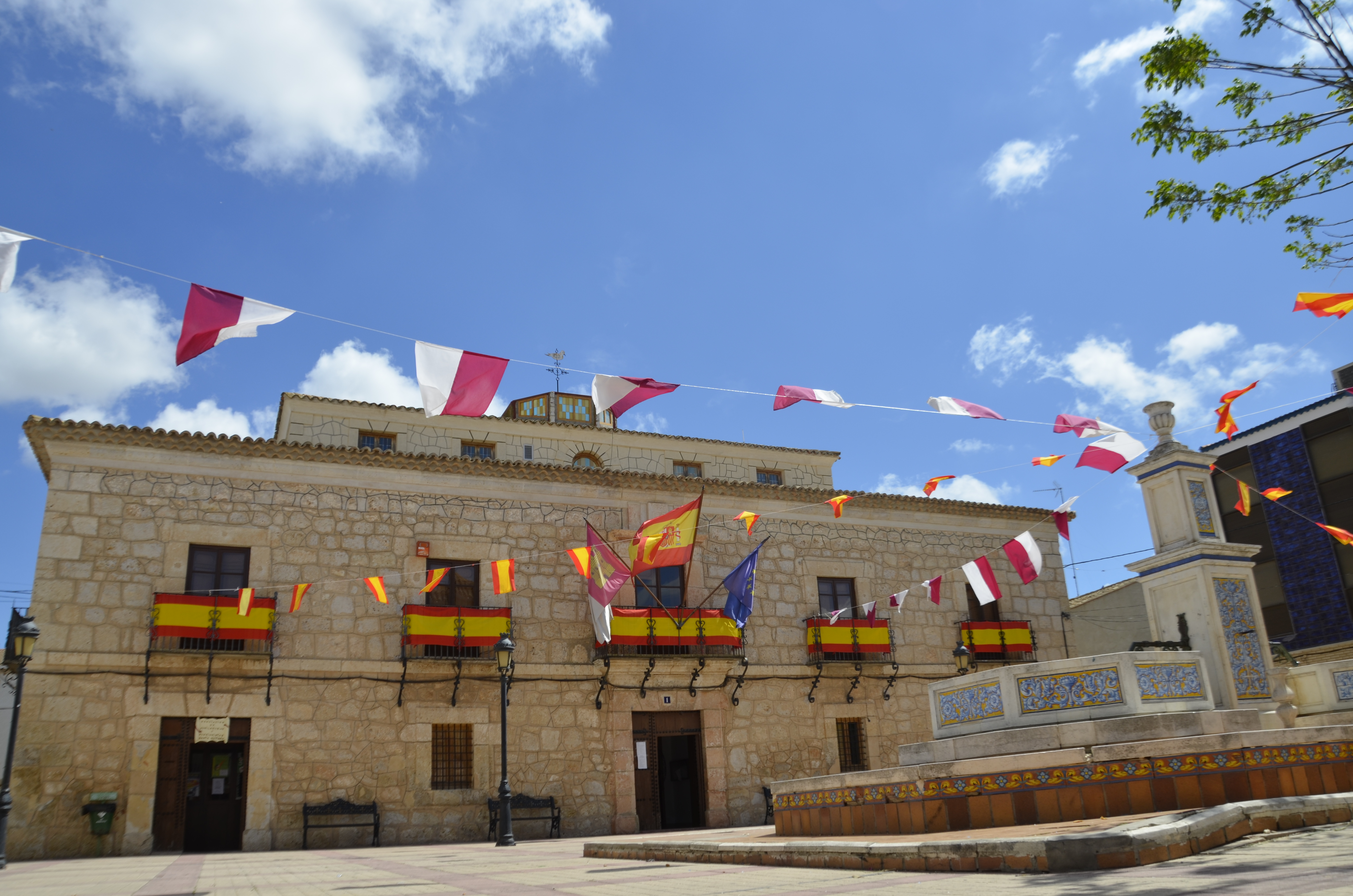
Rathaus